# István Mészáros (arbitre)
Pour les articles homonymes, voir Mészáros et István Mészáros.
Istvan Meszaros est un arbitre international de football de plage hongrois, né le 9 avril 1969 à Dunaújváros.
Il est ingénieur métallurgique. 